# Urgleptes foveatocollis
Urgleptes foveatocollis är en skalbaggsart som först beskrevs av Hamilton 1896.  Urgleptes foveatocollis ingår i släktet Urgleptes och familjen långhorningar. Inga underarter finns listade i Catalogue of Life.